# Pierre Jean Marie Delavay
Père Jean-Marie Delavay (28 de dezembro de 1834 — 31 de dezembro de 1895)  foi um missionário, explorador e botânico francês. Ele foi talvez o primeiro explorador ocidental da região que agora é englobada pelos Três Rios Paralelos das Áreas Protegidas de Yunnan.

## Vida
Delavay nasceu em Les Gets, Haute-Savoie, em 1834. Como missionário das Missões Etrangères de Paris (Missões Estrangeiras de Paris), foi enviado à China em 1867, servindo primeiro em Guangdong, depois mudando-se para o noroeste de Yunnan. Enquanto estava na França em 1881, em um intervalo de suas obrigações, Delavay conheceu o colecionador de história natural e companheiro missionário Père Armand David, que havia feito sua última expedição de coleta na China na década de 1870. David encorajou Delavay a continuar seu trabalho de coleta e enviar espécimes ao Museu de História Natural de Paris. Em 1888, ele contraiu a peste bubônica; ele sobreviveu ao ataque inicial da doença, mas nunca se recuperou totalmente. Isso não parou suas explorações, no entanto, eventualmente ele viajou para Hong Kong para se recuperar, coletando plantas por todo o caminho. Foi em Hong Kong que descobriu o que hoje é o emblema do território, a orquídea de Hong Kong Bauhinia × blakeana. Em 1891, estava claro que uma cura mais drástica era necessária, então Delavay voltou para a França na esperança de obter uma recuperação completa. Incapaz de ficar longe, ele retornou à China em 1893 e continuou suas coleções, adicionando outras 1 550 plantas ao seu já impressionante total, mas, em 1895, ele finalmente sucumbiu à doença e morreu na província de Yunnan aos 61 anos em 31 de dezembro.